# Shigeru Ban
Shigeru Ban (jap. 坂 茂 Ban Shigeru; ur. 5 sierpnia w 1957 w Tokio) – współczesny architekt japoński, pracujący na całym świecie.

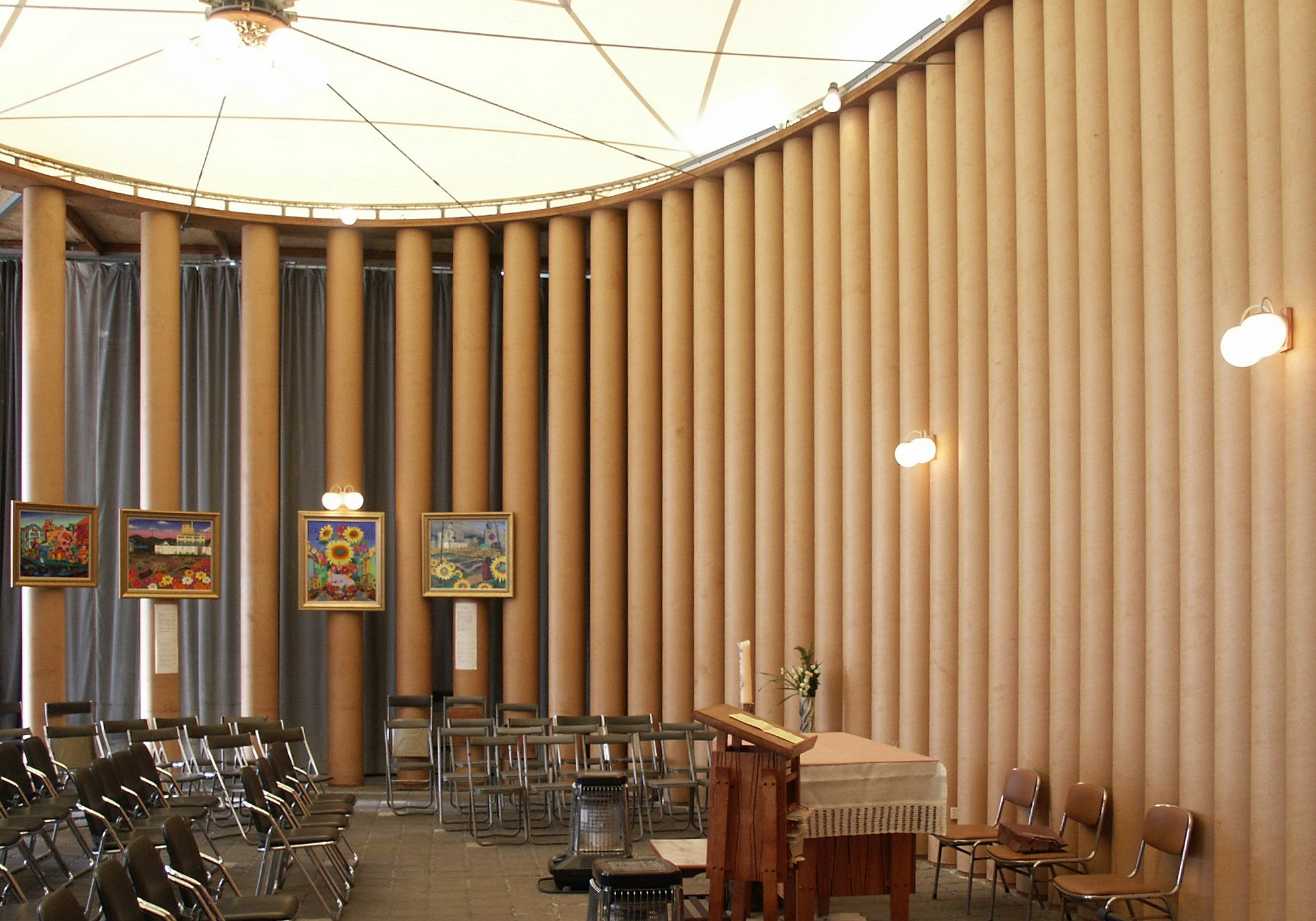
Kościół katolicki w Kobe zaprojektowany przez Shigeru Bana

Shigeru Ban studiował na Southern California Institute of Architecture, a następnie na Cooper Union’s School of Architecture u Johna Hejduka i obronił dyplom w 1984 roku. Ban zawdzięcza Hejdukowi zainteresowanie architekturą tworzoną z podstawowych form przestrzennych oraz swoistą poezją architektoniczną.
W 2014 został uhonorowany Nagrodą Pritzkera. Otrzymał również Nagrodę Asahi za 2014 rok.
Ban jest znany przede wszystkim z kreatywnego stosowania papieru jako materiału konstrukcyjnego, przede wszystkim w postaci kartonowych tub. Zajmuje się również ideą uniwersalnej przestrzeni, łącząc przekazany mu przez Hejduka racjonalizm z japońską tradycją.

## Główne dzieła
- Dom z Podwójnym Dachem w Yamanashi, 1993
- kościół katolicki w Kobe w prefekturze Hyōgo, 1995
- Dom Bez Ścian w Nagano, 1997 – kwadratowa płaszczyzna podłogi zakrzywia się z jednej strony i sięga płaszczyzny sufitu, z trzech pozostałych stron dom jest całkowicie przeszklony; jedyne wyposażenie stanowi wolno stojący ciąg kuchenny oraz pozwalające aranżować wnętrze zasłony
- Seria Domów Meblowych, w których przestrzeń definiują płaszczyzny stropów oraz bloki mebli sięgających od podłogi do sufitu
- Pawilon Japoński na wystawie Expo 2000 w Hanowerze, 2000, rozebrany
- Nagi Dom w Kawagoe, 2000